# 파리의 늑대

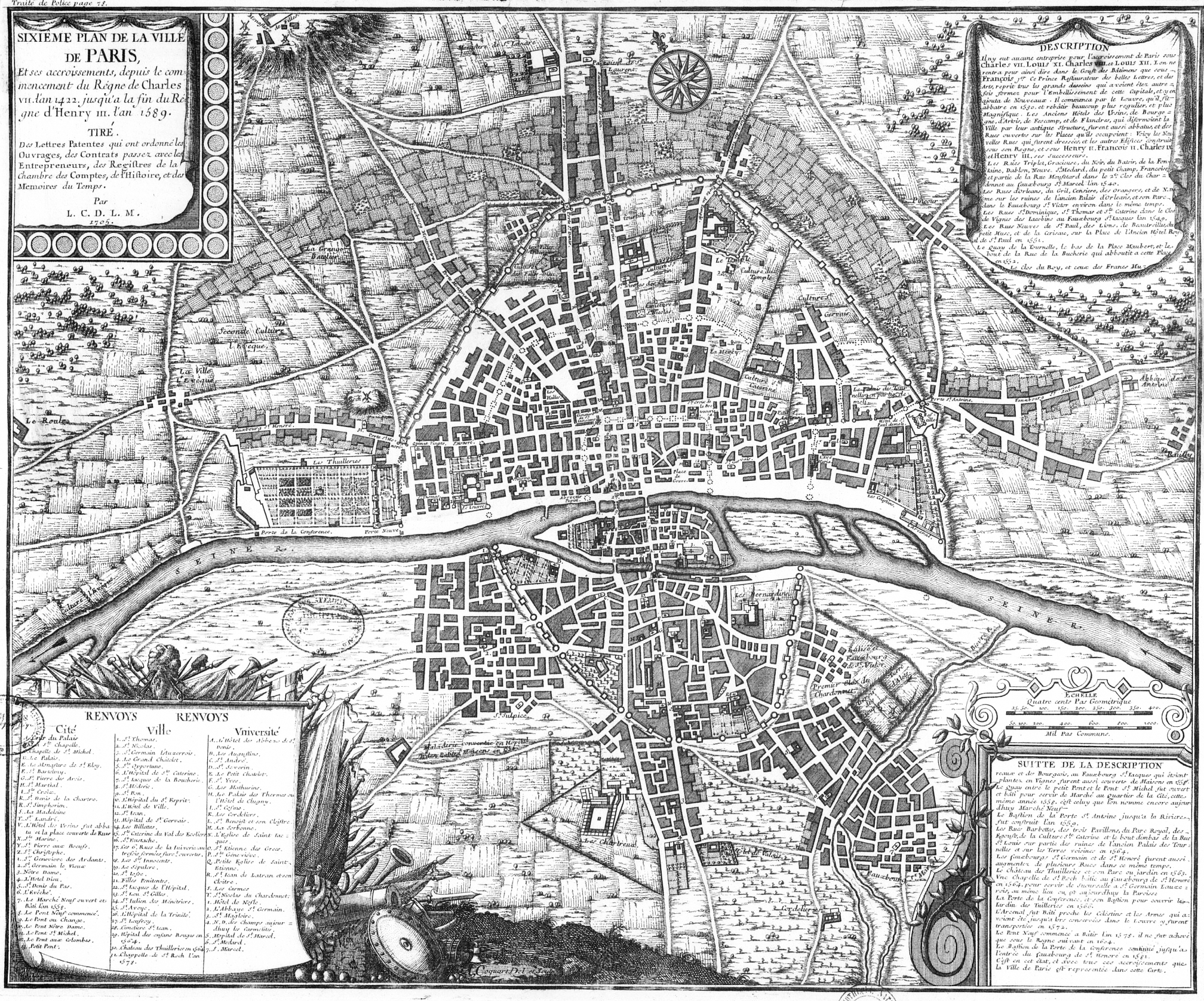
1422년부터 1589년까지의 파리 시내 지도.

파리의 늑대(영어: Wolves of Paris)는 1450년 파리에서 활동한 식인늑대 무리이다. 이 늑대들은 겨울철 도시의 벽을 넘으면서 파리 시내를 점령하였다. "쿠르토"(Courtaud)나 "밥테일"(Bobtail)로 불린 늑대가 무리의 우두머리였다. 리포트에서는 이들 동물이 붉은색이었다고 설명한다. 결국에는 파리 시민들이 덫으로 유혹하여 중심부에서 쿠르토 늑대를 죽였다. 파리 시민들은 파리 노트르담 대성당 앞에 전시된 늑대 시체에게 돌을 던졌다. 이 늑대는 약 40명을 죽였다.

## 같이 보기
- 제보당의 괴수
- 늑대의 인간 공격
- 유명한 늑대 목록
- 늑대인간 사냥 또는 늑대인간 재판 (Werewolf witch trials)
- 안스바흐의 늑대
- 사를라의 늑대
- 수아송의 늑대
- 페리고르드의 늑대

## 참고 자료
- Thompson, Richard H. Wolf-Hunting in France in the Reign of Louis XV: The Beast of the Gévaudan. Lewistown: The Edwin Mellen Press, 1991.
- Pfeiffer, Thomas. Le Brûleur de loups. Lyon, Bellier, 2004.
- Daniel P. Mannix. The Wolves of Paris